# Blasphème (groupe)
Pour l’article homonyme, voir Blasphème.
Blasphème est un groupe de heavy metal et power metal français, originaire de Paris, en Île-de-France. La formation d'origine est composée de Marc Fery au chant, Pierre Holzhaeuser comme seul guitariste du groupe qui alterne entre rythmique et solo, Philippe Guadagnino à la basse et Régis Martin à la batterie.

## Biographie

### Débuts (1981–1985)
C'est en 1981 que Blasphème donne ses premiers concerts. Le groupe devient rapidement populaire sur la région parisienne, alternant concerts et diffusions dans des radios pirates. Leur première démo est diffusée sur les radios FM. En 1983, ils signent et enregistrent leur premier album, l'éponyme Blasphème, avec le producteur anglais Robert Wood qui les repère lors d’un concert à Paris. Ils partent ensuite en tournée européenne. Cette année-là, Blasphème enregistre à Londres deux titres pour le label Ebony Records en vue de la compilation Metal Plated.
Le deuxième opus, Désir de vampyr, sort au printemps 1985. Blasphème se produit dans des concerts en France, en Allemagne, en Suisse, en Belgique et aux Pays-Bas. Un reportage réalisé par Carlos Pinsky est diffusé sur France 3 qui comprend les coulisses d'un concert donné salle Séisme à Champigny-sur-Marne, dans le Val-de-Marne, et le clip de Seul. Pour l'anecdote, on aperçoit dans ce reportage le futur chanteur-leader des Garçons bouchers François Hadji-Lazaro alors videur du lieu. Le 6 juillet 1985, les membres de Blasphème donnent leur dernier concert officiel avant leur séparation, lors du France Festival.

### Réédition (1997)
En juillet 1997, les membres originels de Blasphème, accompagnés de Dominique del Campo (guitare et clavier) donnent un concert à Bars, en Dordogne, organisé à l'initiative de Dominique Flamet, et de Patrick Buffet pour fêter l'anniversaire de sa compagne, Estelle Ferrari, et à cette occasion célébrer aussi la réédition des deux premiers albums sous le label Brennus Music avec un son remasterisé (avec la participation du claviériste Francis Moze (Magma) sur Sanctuaire).

### Retour (depuis 2007)
C'est en 2007 que Blasphème se reforme à la suite d'un appel de l'organisateur du Paris Metal France Festival. Le groupe répète et ré-arrange ses morceaux à Terrasson-Lavilledieu chez leur manager Dominique Flamet. Pour la reformation, Aldrick Guadagnino, fils du bassiste officie à la batterie. Le 13 janvier 2008, Blasphème ainsi reformé joue lors du PMFF II. Salués par la presse spécialisée (Rock-Hard France, Hard Rock Magazine), Marc, Pierre, Philippe et Aldrick peuvent travailler sereinement sur un troisième album.
L'album Briser le silence, arrangé et mixé par Fabien Guilloteau et Aldrick Guadagnino, est sorti le 27 septembre 2010. Le 12 janvier 2013, lors du PMFF V, la reformation donne son dernier concert. Concert où le groupe privé de Marc Fery, malade, jouera avec les chanteurs Alexis de Hürlement et Olivier de Shannon. En 2014, le groupe publie son premier album live, Blasphème en live.

## Membres

### Membres actuels
- Philippe Guadagnino - basse (1981-1986, 1997, depuis 2007)
- Pierre Holzhaeuser - guitare (1981-1986, 1997, depuis 2007)
- Aldrick Guadagnino - batterie (depuis 2007)

### Anciens membres
- Régis Martin - batterie (1981-1986, 1997)
- Marc Fery - chant (1981-1986, 1997, 2007-2013)
- Éric Fermentel - chant (1986)

### Membres de tournée
- Kylian Guadagnino - batterie (depuis 2013)
- Alexis Roy-Petit - chant (depuis 2013)
- Olivier del Valle - chant (depuis 2013)

## Discographie

### Albums studio
- 1983 : Blasphème
- 1985 : Désir de vampyr
- 2010 : Briser le silence

### Autres
- 1981 : Demo 1981 (démo)
- 1982 : Demo 1982 (démo)
- 1984 : Vivre libre / Seul (single)
- 2014 : Blasphème en live (album live)